# Collegio di Leeds North West
Leeds North West è un collegio elettorale inglese della Camera dei comuni del Parlamento del Regno Unito, situato nel West Yorkshire, nella regione dello Yorkshire e Humber. Elegge un membro del Parlamento con il sistema maggioritario a turno unico. Il rappresentante del collegio dal 2024 è Katie White, del Partito Laburista.

## Estensione

Leeds North West dal 2010 al 2024

- 1950-1955: i ward del County Borough of Leeds di Far Headingley, Hyde Park e Kirkstall.
- 1955-1974: i ward del County Borough of Leeds di Far Headingley, Hyde Park, Kirkstall, Meanwood e Moortown.
- 1974-1983: i ward del County Borough of Leeds di Cookridge, Headingley, Kirkstall, Moortown e Weetwood.
- 1983-2010: i ward della Città di Leeds di Cookridge, Headingley, Otley and Wharfedale e Weetwood.
- 2010-2024: i ward della Città di Leeds di Adel and Wharfedale, Headingley, Otley and Yeadon e Weetwood.
- dal 2024: i ward della Città di Leeds di Adel and Wharfedale, Guiseley and Rawdon, Horsforth e Otley and Yeadon.[1]

Il collegio copre la parte nord-occidentale del borough metropolitano della City of Leeds, nel West Yorkshire. Si estende da Yeadon nel nord-ovest e Otleynel nord-est fino a Headingley nel sud.

## Storia
Il collegio fu creato nel 1950 come Leeds North-West; il nome fu cambiato eliminando il trattino nel 1955. Prima delle elezionio generali del 1950 leeds fu rappresentata dai collegi di Leeds Central, Leeds North, Leeds South, Leeds West (tutti creati nel 1885). Leeds North East e Leeds South East furono creati nel 1918. Vi erano anche i collegi di Batley and Morley (creato nel 1918) e Pudsey and Otley (creato nel 1918 per sostituire Pudsey). Leeds North West fu creato prima del 1950 e fu abolito insieme a Pudsey and Otley, ricreando il collegio di Pudsey e spostando Otley nel collegio di Ripon. Il confine di Leeds North West fu modificato prima delle elezioni generali del 1983, portando in Otley i villaggi di Bramhope, Pool-in-Wharfedale e Arthington per via dell'abolizione del collegio di Ripon.
Il collegio fu detenuto dal conservatore Donald Kaberry dalla creazione nel 1950 al suo ritiro nel 1983, e in seguito da Keith Hampson (dal 1983 al 1997). Alle elezioni generali del 1997 vinse il laburusta Harold Best, che fu poi rieletto alle elezioni generali del 2001. Best si ritirò alle elezioni generali del 2005, alle quali per i laburisti si candidò Judith Blake. Il seggio fu conquistato tuttavia dai Liberal Democratici, con Greg Mulholland che divenne deputato e fu rieletto alle elezioni generali del 2010 e alle elezioni generali del 2015. Alex Sobel, laburista, riconquistò il seggio alle elezioni generali del 2017.

## Membri del Parlamento
| Elezione | Elezione      | Deputato        | Partito             |
| -------- | ------------- | --------------- | ------------------- |
|          | 1950          | Donald Kaberry  | Conservatore        |
| 1983     | Keith Hampson |                 | Conservatore        |
|          | 1997          | Harold Best     | Laburista           |
|          | 2005          | Greg Mulholland | Liberal Democratici |
|          | 2017          | Alex Sobel      | Laburista Co-Op     |
|          | 2024          | Katie White     | Laburista           |

## Risultati elettorali

### Elezioni negli anni 2020
| Partito                    | Partito                                | Candidato                  | Risultati 4 luglio 2024 | Risultati 4 luglio 2024 |
| Partito                    | Partito                                | Candidato                  | Voti                    | %                       |
| -------------------------- | -------------------------------------- | -------------------------- | ----------------------- | ----------------------- |
|                            | Laburista                              | Katie White                | 22 882                  | 45,97                   |
|                            | Conservatore                           | Thomas Averre              | 10 986                  | 22,07                   |
|                            | Reform UK                              | Jayne Louise Bond          | 5 935                   | 11,92                   |
|                            | Lib Dem                                | Ryk Downes                 | 5 641                   | 11,33                   |
|                            | Verdi                                  | Mick Bradley               | 3 231                   | 6,49                    |
|                            | Yorkshire                              | Bob Buxton                 | 1 024                   | 2,06                    |
|                            | Social Democratico                     | Kathy Bushell              | 78                      | 0,16                    |
|                            |                                        |                            |                         |                         |
| Iscritti                   | Iscritti                               | Iscritti                   | 71 592                  | 100,00                  |
| ↳ Votanti (% su iscritti)  | ↳ Votanti (% su iscritti)              | ↳ Votanti (% su iscritti)  | 49 777                  | 69,53                   |
| ↳ Astenuti (% su iscritti) | ↳ Astenuti (% su iscritti)             | ↳ Astenuti (% su iscritti) | 21 815                  | 30,47                   |
|                            |                                        |                            |                         |                         |
|                            | Esito: collegio confermato a Laburista |                            |                         |                         |

### Elezioni negli anni 2010
| Partito                    | Partito                                      | Candidato                  | Risultati 12 dicembre 2019 | Risultati 12 dicembre 2019 |
| Partito                    | Partito                                      | Candidato                  | Voti                       | %                          |
| -------------------------- | -------------------------------------------- | -------------------------- | -------------------------- | -------------------------- |
|                            | Laburista Co-Op                              | Alex Sobel                 | 23 971                     | 48,64                      |
|                            | Conservatore                                 | Stewart Harper             | 13 222                     | 26,83                      |
|                            | Lib Dem                                      | Kamran Hussain             | 9 397                      | 19,07                      |
|                            | Verdi                                        | Martin Hemingway           | 1 389                      | 2,82                       |
|                            | Brexit                                       | Graeme Webber              | 1 304                      | 2,65                       |
|                            |                                              |                            |                            |                            |
| Iscritti                   | Iscritti                                     | Iscritti                   | 67 741                     | 100,00                     |
| ↳ Votanti (% su iscritti)  | ↳ Votanti (% su iscritti)                    | ↳ Votanti (% su iscritti)  | 49 283                     | 72,75                      |
| ↳ Astenuti (% su iscritti) | ↳ Astenuti (% su iscritti)                   | ↳ Astenuti (% su iscritti) | 18 458                     | 27,25                      |
|                            |                                              |                            |                            |                            |
|                            | Esito: collegio confermato a Laburista Co-Op |                            |                            |                            |

| Partito                    | Partito                                            | Candidato                  | Risultati 8 giugno 2017 | Risultati 8 giugno 2017 |
| Partito                    | Partito                                            | Candidato                  | Voti                    | %                       |
| -------------------------- | -------------------------------------------------- | -------------------------- | ----------------------- | ----------------------- |
|                            | Laburista Co-Op                                    | Alex Sobel                 | 20 416                  | 44,11                   |
|                            | Lib Dem                                            | Greg Mulholland            | 16 192                  | 34,98                   |
|                            | Conservatore                                       | Alan Lamb                  | 9 097                   | 19,65                   |
|                            | Verdi                                              | Martin Hemingway           | 582                     | 1,26                    |
|                            |                                                    |                            |                         |                         |
| Iscritti                   | Iscritti                                           | Iscritti                   | 67 169                  | 100,00                  |
| ↳ Votanti (% su iscritti)  | ↳ Votanti (% su iscritti)                          | ↳ Votanti (% su iscritti)  | 46 287                  | 68,91                   |
| ↳ Astenuti (% su iscritti) | ↳ Astenuti (% su iscritti)                         | ↳ Astenuti (% su iscritti) | 20 882                  | 31,09                   |
|                            |                                                    |                            |                         |                         |
|                            | Esito: collegio passa da Lib Dem a Laburista Co-Op |                            |                         |                         |

| Partito                    | Partito                              | Candidato                  | Risultati 7 maggio 2015 | Risultati 7 maggio 2015 |
| Partito                    | Partito                              | Candidato                  | Voti                    | %                       |
| -------------------------- | ------------------------------------ | -------------------------- | ----------------------- | ----------------------- |
|                            | Lib Dem                              | Greg Mulholland            | 15 948                  | 36,78                   |
|                            | Laburista                            | Alex Sobel                 | 13 041                  | 30,08                   |
|                            | Conservatore                         | Alex Story                 | 8 083                   | 18,64                   |
|                            | Verdi                                | Tim Goodall                | 3 042                   | 7,02                    |
|                            | UKIP                                 | Julian Metcalfe            | 2 997                   | 6,91                    |
|                            | Yorkshire                            | Bob Buxton                 | 143                     | 0,33                    |
|                            | Socialismo Verde                     | Mike Davies                | 79                      | 0,18                    |
|                            | Above and Beyond                     | Mark Flanagan              | 24                      | 0,06                    |
|                            |                                      |                            |                         |                         |
| Iscritti                   | Iscritti                             | Iscritti                   | 61 938                  | 100,00                  |
| ↳ Votanti (% su iscritti)  | ↳ Votanti (% su iscritti)            | ↳ Votanti (% su iscritti)  | 43 357                  | 70,00                   |
| ↳ Astenuti (% su iscritti) | ↳ Astenuti (% su iscritti)           | ↳ Astenuti (% su iscritti) | 18 581                  | 30,00                   |
|                            |                                      |                            |                         |                         |
|                            | Esito: collegio confermato a Lib Dem |                            |                         |                         |

| Partito                    | Partito                              | Candidato                  | Risultati 6 maggio 2010 | Risultati 6 maggio 2010 |
| Partito                    | Partito                              | Candidato                  | Voti                    | %                       |
| -------------------------- | ------------------------------------ | -------------------------- | ----------------------- | ----------------------- |
|                            | Lib Dem                              | Greg Mulholland            | 20 653                  | 47,50                   |
|                            | Conservatore                         | Julia Mulligan             | 11 550                  | 26,56                   |
|                            | Laburista                            | Judith Blake               | 9 132                   | 21,00                   |
|                            | BNP                                  | Geoffrey Bulmer            | 766                     | 1,76                    |
|                            | UKIP                                 | Mark Thackray              | 600                     | 1,38                    |
|                            | Verdi                                | Martin Hemingway           | 508                     | 1,17                    |
|                            | Democratici                          | Alan Procter               | 153                     | 0,35                    |
|                            | Socialismo Verde                     | Trevor Bavage              | 121                     | 0,28                    |
|                            |                                      |                            |                         |                         |
| Iscritti                   | Iscritti                             | Iscritti                   | 65 389                  | 100,00                  |
| ↳ Votanti (% su iscritti)  | ↳ Votanti (% su iscritti)            | ↳ Votanti (% su iscritti)  | 43 484                  | 66,50                   |
| ↳ Astenuti (% su iscritti) | ↳ Astenuti (% su iscritti)           | ↳ Astenuti (% su iscritti) | 21 905                  | 33,50                   |
|                            |                                      |                            |                         |                         |
|                            | Esito: collegio confermato a Lib Dem |                            |                         |                         |

### Elezioni negli anni 2000
| Partito                    | Partito                                      | Candidato                  | Risultati 5 maggio 2005 | Risultati 5 maggio 2005 |
| Partito                    | Partito                                      | Candidato                  | Voti                    | %                       |
| -------------------------- | -------------------------------------------- | -------------------------- | ----------------------- | ----------------------- |
|                            | Lib Dem                                      | Greg Mulholland            | 16 612                  | 37,15                   |
|                            | Laburista                                    | Judith Blake               | 14 735                  | 32,96                   |
|                            | Conservatore                                 | George Lee                 | 11 510                  | 25,74                   |
|                            | Verdi                                        | Martin Hemingway           | 1 128                   | 2,52                    |
|                            | Democratici                                  | Adrian Knowles             | 545                     | 1,22                    |
|                            | Socialismo Verde                             | Jeannie Sutton             | 181                     | 0,40                    |
|                            |                                              |                            |                         |                         |
| Iscritti                   | Iscritti                                     | Iscritti                   | 71 652                  | 100,00                  |
| ↳ Votanti (% su iscritti)  | ↳ Votanti (% su iscritti)                    | ↳ Votanti (% su iscritti)  | 44 711                  | 62,40                   |
| ↳ Astenuti (% su iscritti) | ↳ Astenuti (% su iscritti)                   | ↳ Astenuti (% su iscritti) | 26 941                  | 37,60                   |
|                            |                                              |                            |                         |                         |
|                            | Esito: collegio passa da Laburista a Lib Dem |                            |                         |                         |

| Partito                    | Partito                                | Candidato                  | Risultati 7 giugno 2001 | Risultati 7 giugno 2001 |
| Partito                    | Partito                                | Candidato                  | Voti                    | %                       |
| -------------------------- | -------------------------------------- | -------------------------- | ----------------------- | ----------------------- |
|                            | Laburista                              | Harold Best                | 17 794                  | 41,92                   |
|                            | Conservatore                           | Adam Pritchard             | 12 558                  | 29,58                   |
|                            | Lib Dem                                | David Hall-Matthews        | 11 431                  | 26,93                   |
|                            | UKIP                                   | Simon Jones                | 668                     | 1,57                    |
|                            |                                        |                            |                         |                         |
| Iscritti                   | Iscritti                               | Iscritti                   | 72 939                  | 100,00                  |
| ↳ Votanti (% su iscritti)  | ↳ Votanti (% su iscritti)              | ↳ Votanti (% su iscritti)  | 42 451                  | 58,20                   |
| ↳ Astenuti (% su iscritti) | ↳ Astenuti (% su iscritti)             | ↳ Astenuti (% su iscritti) | 30 488                  | 41,80                   |
|                            |                                        |                            |                         |                         |
|                            | Esito: collegio confermato a Laburista |                            |                         |                         |

## Risultati dei referendum

### Referendum sulla permanenza del Regno Unito nell'Unione europea del 2016
|             | Collegio         | Lasciare UE % | Rimanere in UE % |
| ----------- | ---------------- | ------------- | ---------------- |
|             | Leeds North West | 35,3%         | 64,7%            |
|             | Inghilterra      | 53,3%         | 46,7%            |
| Regno Unito | 51,9%            | 48,1%         |                  |